# Sân bay quốc tế Cochin
Sân bay quốc tế Cochin (IATA: COK, ICAO: VOCI), cũng gọi là Sân bay quốc tế Kochi hay Sân bay Nedumbassery, là sân bay tại Nedumbassery, gần Kochi (cũng gọi là Cochin), Kerala ở Ấn Độ. Sân bay nằm cách trung tâm thành phố 30 km. Đây là sân bay tấp nập nhất Kerala  với 464 chuyến nội địa và 314 chuyển quốc tế hàng tuần.
Kochi hiện là một trong các sân bay ở Ấn Độ, cùng với Mumbai, Hyderabad và Delhi, có thể phục vụ máy bay phản lực khổng lồ Airbus A380. Một nhà ga quốc tế mới vừa mới xây xong gần đây.
Sân bay có diện tích 440 a (1,8 km²).

## Các hãng hàng không và các tuyến điểm

### Nhà ga nội địa
- Air India (Mumbai)
  - Air-India Express (Calicut, Goa, Mangalore, Mumbai, Thiruvanathapuram)
  - Indian Airlines (Agatti, Bangalore, Calicut, Chennai, Coimbatore, Delhi, Mumbai,Thiruvananthapuram)
- Deccan (Bangalore, Hyderabad, Mangalore, Mumbai)
- IndiGo Airlines (Bangalore, Delhi, Hyderabad, Mumbai)
- Jet Airways (Chennai, Bangalore, Delhi, Mumbai)
- Jet Lite (Bangalore, Delhi, Hyderabad)
- Kingfisher Airlines (Agatti, Bangalore, Calicut, Chennai, Goa, Mangalore, Thiruvanathapuram)
- Paramount Airways (Chennai)

### Nhà ga quốc tế
- Air Arabia (Sharjah)
- Air India (Dammam, Jeddah, Kuwait, Riyadh)
  - Air India routes fomerly operated by Indian Airlines (Bahrain, Doha, Muscat, Sharjah)
  - Air-India Express (Abu Dhabi, Al Ain, Bahrain, Doha, Dubai, Muscat, Salalah, Sharjah)
- Bahrain Air (Bahrain)
- Emirates Airline (Dubai)
- Etihad Airways (Abu Dhabi)
- Gulf Air (Bahrain)
- Jazeera Airways (Dubai, Kuwait)
- Jet Airways (Bahrain, Dammam, Doha, Kuwait, Muscat)
- Kuwait Airways (Kuwait)
- Oman Air (Muscat)
- Qatar Airways (Doha)
- Saudi Arabian Airlines (Dammam, Jeddah, Riyadh)
- Singapore Airlines
  - SilkAir (Singapore)
- SriLankan Airlines (Colombo)